# Мазоракопф
Мазоракопф (нім. Mazorakopf) — гора в Ліхтенштейні, висотою — 2 451.5 м. Ця гора належить до гірського масиву Ретікон в Східних Альпах, поблизу швейцарсько-ліхтенштейнського пограниччя. Має ще другу назву Фалкнісгорн (Falknishorn)
Гора розташована в південній частині Ліхтенштейну. На південь від столиці країни — Вадуца, в її підніжжі розкинулася комуна-община Трізен і неподалік від місцини Лавена.